# دزدی از دزد
دزدی از دزد (به انگلیسی: To Steal from a Thief) با نام اصلی صد سال بخشش (به اسپانیایی: Cien años de perdón) یک فیلم مهیج آرژانتینی-اسپانیایی به کارگردانی دانیل کالپارسورو و نگارش فیلم‌نامهٔ خورخه گریکائچه‌باریا محصول سال ۲۰۱۶ است. هنرپیشگانی چون لوئیس تسار، رودریگو د لا سرنا، پاتریسیا بیکو و رائول آره‌والو در این فیلم به ایفای نقش پرداخته‌اند.

## داستان
چند سارق مسلح نقاب‌دار به یک بانک دستبرد می‌زنند و کارکنان و ارباب رجوع را گروگان می‌گیرند. آنان قبلاً تونلی را در زیر بانک کنده‌اند و قصد دارند که پس از سرقت از صندوق امانات از راه آن بگریزند. ولی باران سیل‌آسا فرار آنان را غیرممکن می‌سازد. در این بین زن مدیر بانک که به دلیل برکناری‌اش خشمگین است به یکی از دزدها نشانی یک هارد در یکی از صندوق امانات را می‌دهد که دربردارندهٔ اطلاعاتی مخرب دربارهٔ چند سیاستمدار است. بعداً مشخص می‌شود که رئیس گروه با نام مستعار اروگوئه‌ای (به اسپانیایی: El Uruguayo) از این هارد خبر داشته‌است. چون راه خروج مسدود شده، سارقان با پلیس وارد مذاکره می‌شوند. سیاستمداران به آنها پیشنهاد تسلیم می‌دهند ولی آنان تهدید می‌کنند که مطالب هارد را افشا می‌کنند. در نتیجه تصمیم به نابودی دزدان به قیمت کشته شدن گروگان‌ها گرفته می‌شود. ولی با توجه به پایان بارندگی اروگوئه‌ای تصمیم می‌گیرد از همان تونل بگریزند.